# Il mostro è in tavola... barone Frankenstein
Il mostro è in tavola... barone Frankenstein (Flesh for Frankenstein) è un film in 3D del 1973, diretto da Paul Morrissey e Andy Warhol.
La pellicola è liberamente tratta dal romanzo di Mary Shelley Frankenstein, o il moderno Prometeo del 1818. Il film è una coproduzione italo-franco-statunitense e tra i produttori annovera, oltre all'italiano Carlo Ponti, lo stesso Warhol, tanto che venne distribuito negli Stati Uniti col titolo Andy Warhol's Frankenstein, dove fu proiettato in anteprima in Space-Vision 3D.
Insieme a Dracula cerca sangue di vergine... e morì di sete!!! (1974) il film compone un dittico horror fantascientifico della squadra di Andy Warhol.
La paternità della regia dei due film è da attribuirsi a Paul Morrissey con spunti creativi forniti da Andy Warhol, il quale è accreditato come co-regista nella versione americana; tuttavia al suo posto nella versione europea come co-regista venne accreditato Anthony M. Dawson (Antonio Margheriti), che in realtà si limitò a fornire un apporto tecnico e a girare soprattutto alcune scene in 3D.

## Trama
In vena di esperimenti, il barone Frankenstein, serbo nazionalista col vizio dell'incesto e della necrofilia, tenta di creare la razza perfetta accoppiando due cadaveri, rattoppati con ago e filo e portati a nuova vita grazie a macabri esperimenti di laboratorio tenuti accuratamente nascosti. Ma la morte, espedienti scientifici o meno, è sempre dietro l'angolo.

## Produzione
Carlo Ponti, che aveva prodotto in precedenza quattro film di Antonio Margheriti, chiamò il regista italiano in aiuto alla produzione di due film che aveva in corso con Andy Warhol e Paul Morrissey come regista. L'apporto tecnico di Margheriti si limitò all'aspetto tecnico, in particolare dirigendo le riprese di alcune scene in tridimensionale Space-Vision (un nuovo sistema ottico a lenti polarizzate) e le sequenze aggiuntive dei due bambini "Sistole" e "Diastole" usate come collante alle altre scene. Nella versione per la distribuzione europea, per ragioni commerciali, venne tuttavia indicato come co-regista Margheriti (con il suo consueto pseudonimo di Anthony M. Dawson) al posto di Warhol dalla società di distribuzione, attribuzione che fu oggetto di un contenzioso legale.
Benché fosse stato scritturato come sceneggiatore l'italiano Tonino Guerra, celebre per Amarcord di Fellini e Blow-Up di Antonioni, il film era privo di una vera e propria sceneggiatura, con un canovaccio di poche pagine su cui improvvisavano di giorno in giorno gli attori.
Le scenografie e i costumi sono di Enrico Job. La fotografia in 3D è firmata da Luigi Kuveiller, direttore di classici come A ciascuno il suo e Profondo rosso.

## Accoglienza

### Critica
(Fabio Giovannini, Danze macabre. Il cinema di Antonio Margheriti)
Ampiamente sforbiciata del censore, l'edizione italiana (che nel manifesto originale storpia il nome del protagonista in "Frankstein") - contrariamente a quelle straniere - attribuisce la regia ad Antonio Margheriti, indica Paul Morissey come autore del soggetto e coinvolge nella sceneggiatura Tonino Guerra.»
(Fantafilm)